# Keras Wetan
Keras Wetan is een bestuurslaag in het regentschap Ngawi van de provincie Oost-Java, Indonesië. Keras Wetan telt 2563 inwoners (volkstelling 2010).